# Maximilian von Weichs
Maximilian Maria Joseph Karl Gabriel Lamoral Reichsfreiherr von und zu Weichs an der Glonn  (Dessau-Roßlau, 12. studenoga 1881. – Bornheim pokraj Kölna, 27. rujna 1954.) bio je njemački generalpukovnik i feldmaršal.

## Mladost i Prvi svjetski rat
Rođen je u njemačkoj otmjenoj obitelji u Dessau-Roßlau. Pohađao je Wilhelmgymnasium u Münchenu. Godine 1900. priključuje se Bavarskoj vojsci. Za vrijeme Prvog svjetskog rata bio je zapovjednik 3. bavarske divizije.

## Međuratne godine
U međuratnom razdoblju bio je u sastavu Reichswehra. U listopadu 1935. godine bio je premješten s položaja zapovjednika 3. bavarske divizije na mjesto zapovjednog časnika novostvorene 1. oklopne armije, dok je 1937. postao zapovjednim časnikom 13. korpusa. Tim položajem odlazi nakon münchenskog sporazuma u Sudete.

## Drugi svjetski rat i smrt
Početkom Drugog svjetskog rata zapovjedao je korpusom pri početku invazije Poljske. Godine 1940. je poveo njemačku II. armiju u Francusku zbog čega je nagrađen Željeznim križem. Za vrijeme Travanjskog rata zapovijedao je njemačkom II. armijom. Nakon osvajanja Balkana, zbog izvrsnih vojnih uspjeha koje je tamo ostvario, vodio je Armijsku grupu B i II. armiju u Savez Sovjetskih Socijalističkih Republika. Tijekom pohoda upozoravao je Adolfa Hitlera da je linije postavio pretanko i da bi to moglo dovesti do ulične borbe kakvu je Njemačka nastojala izbjeći. Unatoč tomu Hitler je zanemarivao njegova upozorenja. Kada se poraz počeo nazirati, Weichs je predložio povlačenje, ali ga je Hitler kaznio postupnim oduzimanjem moći u Armijskog grupi B sve dok ona nije potpuno ukinuta u veljači 1943. godine. Dana 1. veljače 1943. promaknut je u feldmaršala, ali je i dalje ostao u pričuvi idućih 6 mjeseci sve do kolovoza 1943. Tada je aktiviran kako bi spriječio moguću invaziju saveznika na Balkan.[nedostaje izvor] U toj ulozi on je nadgledao njemačko povlačenje u kasnim razdobljima rata. Ponovno u pričuvnom sastavu, umirovljen je 25. ožujka 1945. U svibnju 1945. uhićuju ga Amerikanci. Optužen je za ratne zločine i održano mu je suđenje (1947. – 1948.), ali je zbog zdravstvenih razloga pušten. Umire u Burg Rösbergu blizu Bonna u Saveznoj Republici Njemačkoj 1954.